# 宜昌槐
宜昌槐（学名：Sophora japonica var. vestita）为豆科槐属下的一个变种。

## 扩展阅读
- 維基物種上的相關：宜昌槐